# 副威馬奴企鵝屬
副威馬奴企鵝属（意為「跟隨威馬奴企鵝的」）是生存於古新世中後期贊尼特階的大型原始企鹅，其頭骨可達 22 公分長，化石发现于紐西蘭南島的威帕拉河流域附近的 Greensand 組地層。